# Kālikāpur
Kālikāpur är en ort i Indien.   Den ligger i distriktet Purba Singhbhum och delstaten Jharkhand, i den östra delen av landet, 1 100 km sydost om huvudstaden New Delhi. Kālikāpur ligger 170 meter över havet och antalet invånare är 4 061.
Terrängen runt Kālikāpur är kuperad österut, men västerut är den platt. Runt Kālikāpur är det tätbefolkat, med 308 invånare per kvadratkilometer. Närmaste större samhälle är Ghātsīla, 19,6 km öster om Kālikāpur. I omgivningarna runt Kālikāpur växer huvudsakligen savannskog.